# De seinwachter
De seinwachter is een hoorspel naar het verhaal The Signal-Man (1866) van Charles Dickens. Het werd vertaald door Hans Bronkhorst en bewerkt door Leon van der Zande. In de regie van Johan Dronkers zond de KRO het uit op vrijdag 3 januari 1986. Het duurde 18 minuten.

## Rolbezetting
- Wim Kouwenhoven (bezoeker)
- Paul Deen (seinwachter)
- Hans Hoekman (machinist)

## Inhoud
De seinwachter van dit verhaal vertelt de bezoeker over een geest die hem vervolgt. Elke spectrale verschijning is een voorbode van een tragische gebeurtenis op het spoortraject waar hij werkt. Het behoort tot zijn taak in een seinhuisje te zitten nabij een tunnel op een eenzaam stuk van de lijn en de bewegingen van de passerende treinen te controleren. Als er gevaar dreigt, verwittigen zijn collega’s hem per telegraaf en met alarmsignalen. Driemaal krijgt hij waarschuwingen en dan rinkelt zijn bel op een manier die alleen hij kan horen. Telkens volgt daarop eerst de verschijning van de geest en daarna een vreselijk ongeluk. De eerste waarschuwing betreft een botsing tussen twee treinen in de tunnel, de tweede de mysterieuze dood van een jonge vrouw op een passerende trein en de derde is een voorgevoel van zijn eigen dood…